# Tiszaszirma
Tiszaszirma település Ukrajnában, a Beregszászi járásban.

## Fekvése
Nagyszőlőstől délnyugatra, a Tisza jobb partján, Tiszasásvár Szőlősvégardó és Nagyszőlős közt fekvő település

## Nevének eredete
Előnevét az itt folyó Tiszáról kapta, Utóneve a Szirmia (Szerémség) szóból ered, a Szirmai család ősei, a magyarok bejövetelekor a Szerémségben telepedtek le, s innen vették előnevüket, majd később Ugocsa vármegyébe letelepedve tőlük kapta a nevét a település.

## Története
Tiszaszirma (Szirma) nevét 1295-1300 körül említették először. A korabeli oklevelekben ekkor tünt fel Ugocsa vármegyében a Szirmay család borsodi ágából származó I. István Miklós nevű fia, aki Ugocsa vármegye főispánja, és Ugocsa várnagya volt. Ő alapította az Ugocsa megyei Szirma (ma Tiszaszirma) települést. Szirmay Miklós neve még 1352-ben is szerepelt az oklevelekben. Miklós három fia II. István, I. Mihály és I. János volt, kik közül János 1404-ben Szirma helységből Szirmay Erzsébet részére fizetett ki leánynegyedet.
Szirmay Miklósnak I. Mihály nevű fiától való unokái II. János és Dénes voltak.
1413-ban Dénes Ugocsa vármegye Szolgabírája volt.
1447-ben a Szirmay családból való II. János unokái (I László és Simon) közül Simon Ugocsa vármegye követe volt, akit Kálos-nak is neveztek, mely máig élő családok őse lett.
1500-1505 között a Szirmay családból III. János unokája Bernát Ugocsa vármegye alispánja volt, kinek felesége Zovárdffy Klára volt, s Lajos nevű fiuk ecsedi kapitány volt, s 1564-ben Bódy Borbálát vette nőül, és ő kapta Báthory Miklós országbírótól Szatmár vármegyében Szárazberek települést.
1717-ben Szirmát és a környező településeket is krimi tatárok pusztították el. Később ruténekkel települt újra.
Az 1910-es népszámláláskor 580 lakosa volt, ebből 90 magyar, 59 német, 430 rutén, melyből 30 római katolikus, 458 görögkatolikus, 65 izraelita volt.
A trianoni békeszerződés előtt Ugocsa vármegye Tiszáninneni járásához tartozott.